# Aurboða
Nella mitologia norrena, Aurboða (dall'antico norreno ''ghiaietto offerente") è una jǫtunn, moglie dello jötunn Gymir e madre di Gerðr.

## Testimonianze
Nella Edda poetica del XIII secolo, viene attestata Aurboða in essa da fonti tradizionali, mentre appare anche nella Edda in prosa anch'essa scritta nel XIII secolo da Snorri Sturluson. Inoltre Aurboða è il nome di una delle nove fanciulle che siedono sulle ginocchia di Menglöd nel poema Svipdagsmál.